# Apimondia
Der Internationale Verband der Bienenzüchtervereinigungen, besser bekannt unter seinem Kurznamen Apimondia, fördert weltweit wissenschaftliche, ökologische, soziale und wirtschaftliche Bienenzucht und Imkerei. Außerdem unterstützt er die Zusammenarbeit der Imkerverbände, wissenschaftlicher Einrichtungen und an Wissenschaft interessierter Personen. Der Verband gibt die Zeitschrift Apiacta heraus.

## Geschichte
Der Verband wurde 1893 als Internationales Komitee zur Durchführung von Bienenzüchter-Kongressen gegründet. Erster Präsident war Fernand de Lalieux de la Rocq. 1897 organisiert die Apimondia den ersten Bienenzüchter-Kongress in Brüssel. 1969 fand der Apimondia-Weltkongress in München statt. Die letzten Weltkongresse fanden 2009 in Montpellier (Frankreich), 2011 in Buenos Aires (Argentinien), 2013 in Kiew (Ukraine), 2015 in Daejeon (Südkorea) und 2017 in Istanbul (Türkei) statt. Der letzte Apimondia-Kongress fand im September 2019 in Montréal (Kanada) statt, der nächste Kongress sollte 2021 in Ufa in Russland stattfinden, wurde aber auf 22.–27. August 2022 verschoben.
Der Sitz des Verbandes befindet sich in Rom. Ständige Kommissionen gibt es für Bienenwirtschaft, Bienenbiologie, Bienengesundheit, Bestäubung und Bienenflora, Bienentechnologie, Apitherapie und Bienenzucht. Oberstes Organ ist der Exekutivrat. Seit der Weltversammlung 2019 ist Jeff Pettis (USA) der Präsident des Verbands. Vizepräsident ist Peter Kozmus (Slowenien), der Generalsekretär ist Riccardo Jannoni-Sebastianini (Italien).

## Apimondia in Deutschland

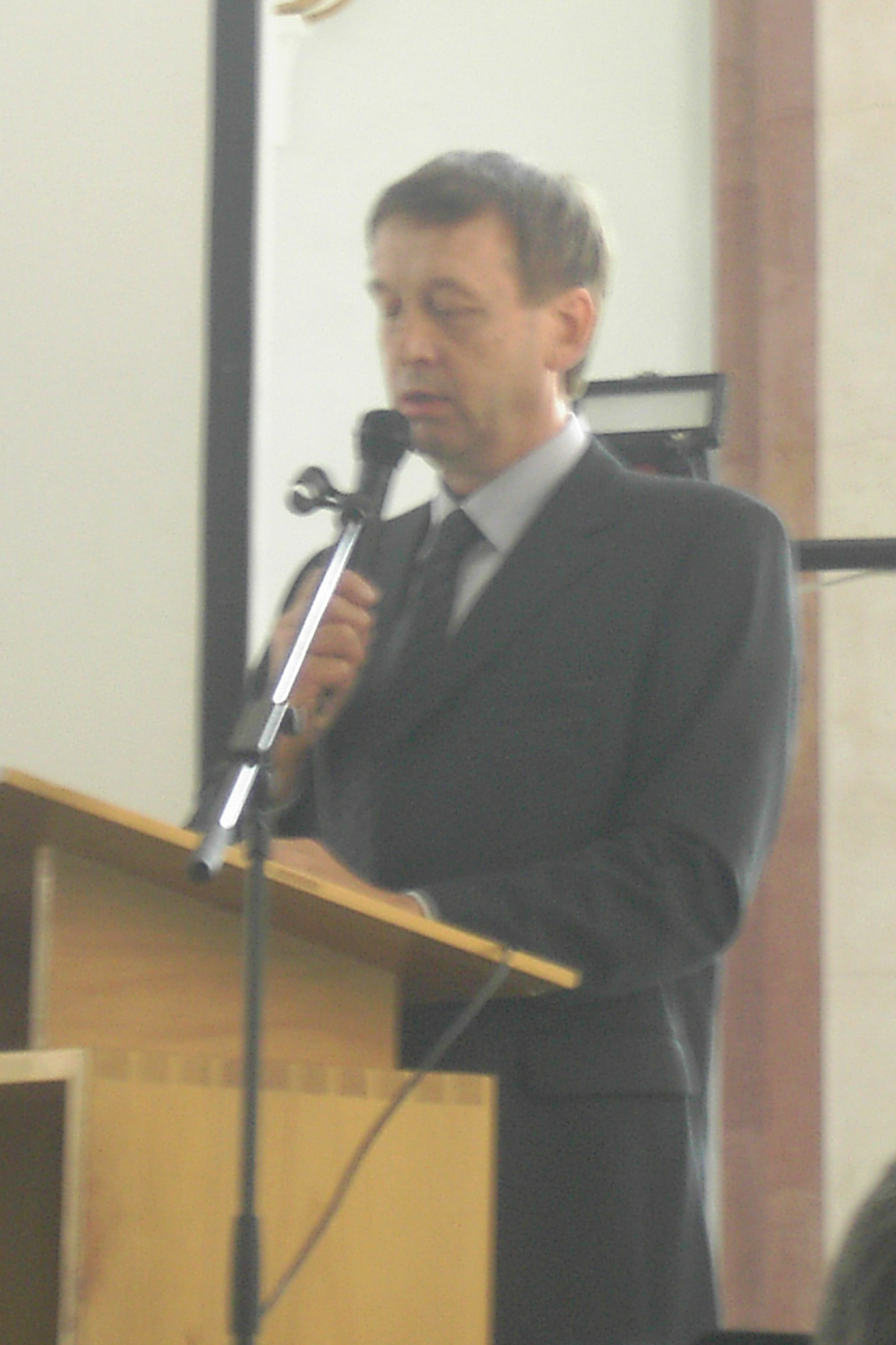
Apimondia-Präsident Jörgensen würdigte Armbruster in Bronnbach 2007

Ehrenmitglieder aus Deutschland sind die Präsidenten des Deutschen Imkerbundes Fridolin Gnädinger und Erich Schieferstein, Alfred Borchert, Karl von Frisch, der Bienenzuchtberater und Imkermeister Karl Pfefferle, der in England lebende deutsche Mönch Karl Kehrle (Bruder Adam) und der Bienenwissenschaftler Ludwig Armbruster. Am 29. April 2007 wurde der von den Nationalsozialisten aus seinen Ämtern gedrängte Ludwig Armbruster in Bronnbach (Baden) vom Präsidenten Asger Jörgensen gewürdigt. Am 28. August 2008, nach der Vergiftung von 12.000 Bienenvölkern durch das Neonicotinoid Clothianidin, sprach Präsident Jörgensen auf der Imker- und Umweltkundgebung vor dem Regierungspräsidium Freiburg im Breisgau. Vom 19.-21. November 2021 findet das von der Prof. Ludwig Armbruster Imkerschule organisierte Weimarer Bienensymposium unter der Schirmherrschaft der Apimondia statt.